# Felipe Yáñez
Felipe Yáñez de la Torre, (Cózar, Ciudad Real, 21 de enero de 1953) fue un ciclista profesional desde 1977 hasta 1988, durante los que logró un total de 21 victorias.
Debutó como ciclista profesional con el equipo vitoriano Kas, de hecho su licencia deportiva era alavesa. Fue un gran escalador especilializado en ganar el Gran Premio de la Montaña, título que consiguió en dos ocasiones en la Vuelta ciclista a España. 
En la Vuelta a España 1987 volvió a ganar una etapa con final en Pamplona tras una larga fuga. Sin embargo fue desclasificado por dopaje. El contra análisis también resultó positivo y Felipe Yáñez fue relegado al último lugar de la etapa. Además, tuvo que pagar una multa de mil francos suizos y completar una suspensión de un mes. Antonio Esparza, segundo en la etapa, fue declarado ganador.

## Palmarés
| 1973 (como amateur) - Memorial Valenciaga 1977 - 1 etapa de la Vuelta a Aragón - Campeón de España por Regiones 1978 - 1 etapa de la Vuelta a Aragón 1979 - 1 etapa más la clasificación de la montaña de la Vuelta a España - 1 etapa de la Vuelta a Cantabria 1980 - Circuito de Guecho - 1 etapa de la Vuelta al País Vasco - 1 etapa de la Vuelta a Cantabria - 1 etapa de la Vuelta a Castilla - G.P. Llodio 1981 - 1 etapa de la Vuelta a Asturias | 1982 1983 - Vuelta a los Valles Mineros - 1 etapa de la Vuelta a Burgos 1984 - Clasificación de la montaña de la Vuelta a España - 1 etapa de la Setmana Catalana 1985 - 1 etapa de la Vuelta a Murcia - 1 etapa de la Vuelta a Castilla y León 1986 - Setmana Catalana, más 1 etapa - 1 etapa de la Vuelta a España |

## Resultados en Grandes Vueltas
| Carrera              | 1979 | 1980 | 1981 | 1982  | 1983 | 1984 | 1985 | 1986 | 1987 | 1988 |
| -------------------- | ---- | ---- | ---- | ----- | ---- | ---- | ---- | ---- | ---- | ---- |
| Giro de Italia       | -    | -    | -    | -     | -    | -    | -    | -    | -    | -    |
| Tour de Francia      | -    | Ab.  | -    | 110.º | -    | -    | -    | -    | -    | -    |
| Vuelta a España      | 7º   | 30.º | -    | Ab.   | -    | 20º  | Ab.  | 26º  | Ab.  | Ab.  |
| Mundial Contrarreloj | -    | -    | -    | -     | -    | -    | -    | -    | -    | -    |

-: no participa

Ab.: abandono